# Jüdische Friedhöfe in Remagen

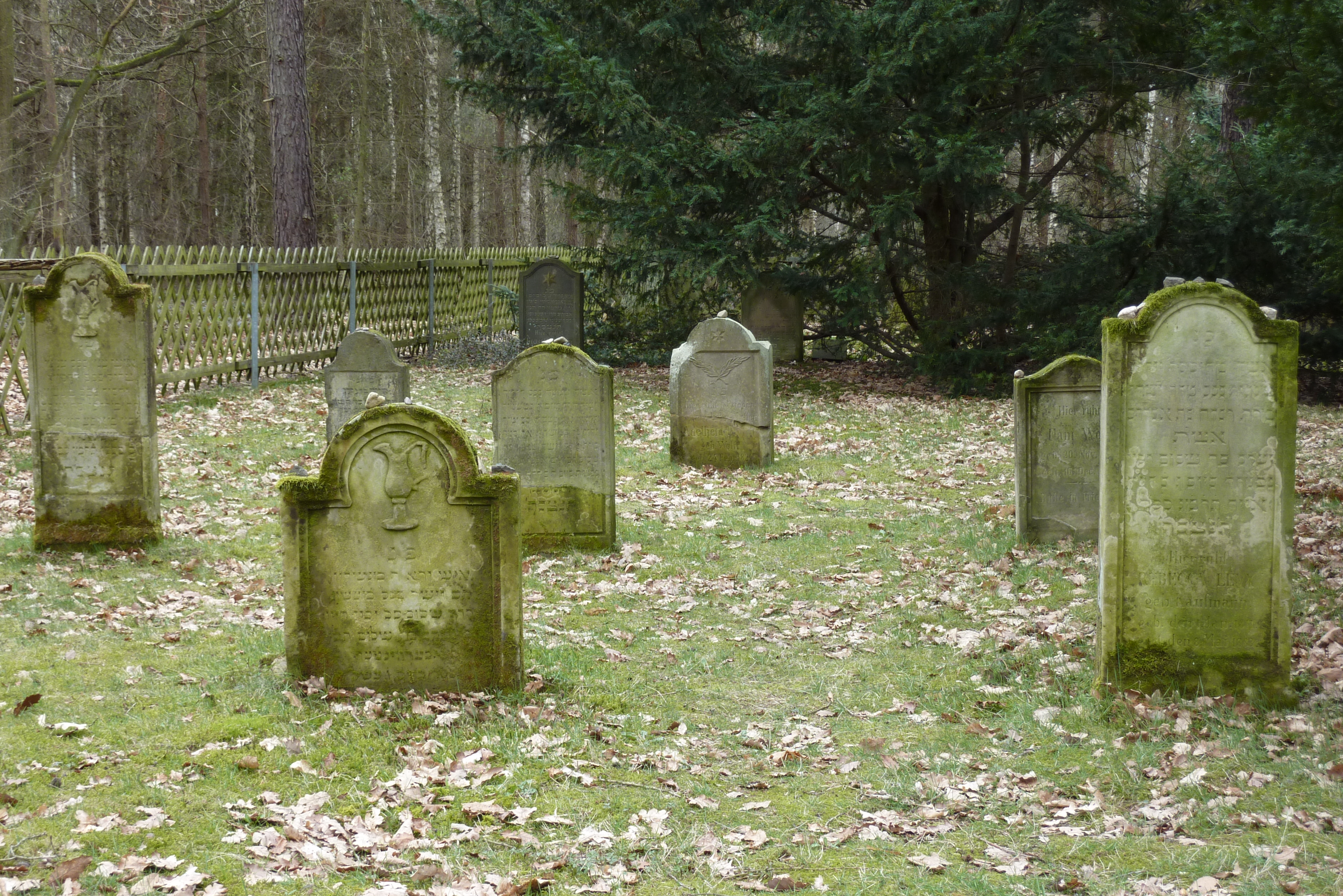
Alter jüdischer Friedhof Remagen

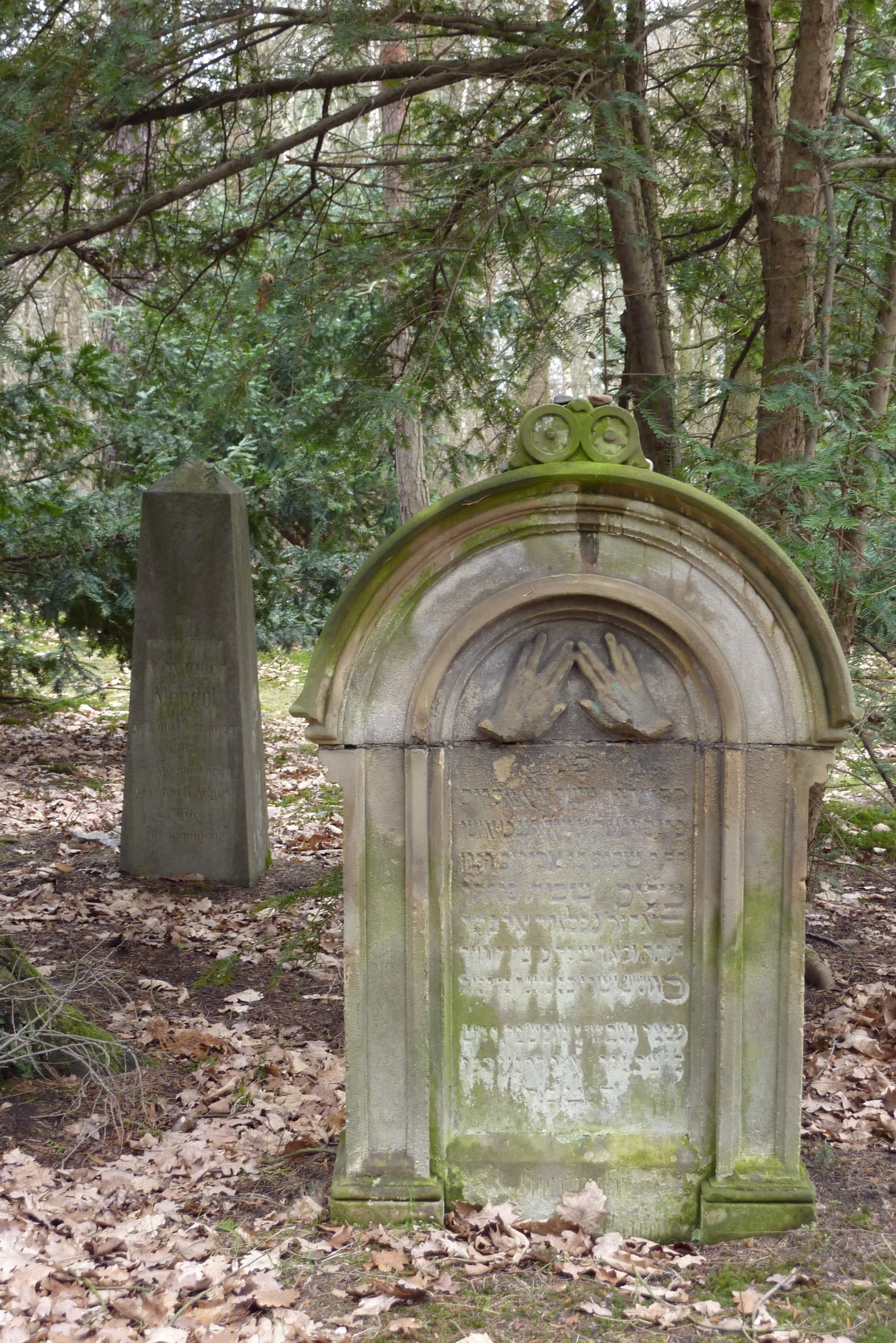
Alter jüdischer Friedhof Remagen

Die  Jüdischen Friedhöfe  in Remagen im Landkreis Ahrweiler in Rheinland-Pfalz wurden vor 1800 bzw. 1889 angelegt. Sie sind geschützte Kulturdenkmäler.

## Alter Friedhof
Die jüdische Gemeinde in Remagen hat ihre Ursprünge bereits im 13. Jahrhundert. Das Datum der Anlegung des alten Friedhofes Auf der Heide ist unbekannt. In einem Bericht von 1853 heißt es, der Friedhof diene seit sehr langer Zeit zum Begräbnis der israelitischen Gemeinde. Der zwei Kilometer vom Stadtkern entfernte und im Wald liegende Friedhof hat eine Fläche von 2537 m². Heute sind nur noch etwa 21 Grabsteine aus Sandstein und Basalt erhalten, die überwiegend aus der zweiten Hälfte des 19. Jahrhunderts stammen.
Lage alter Friedhof: 50° 33′ 58″ N, 7° 13′ 33″ O

## Neuer Friedhof

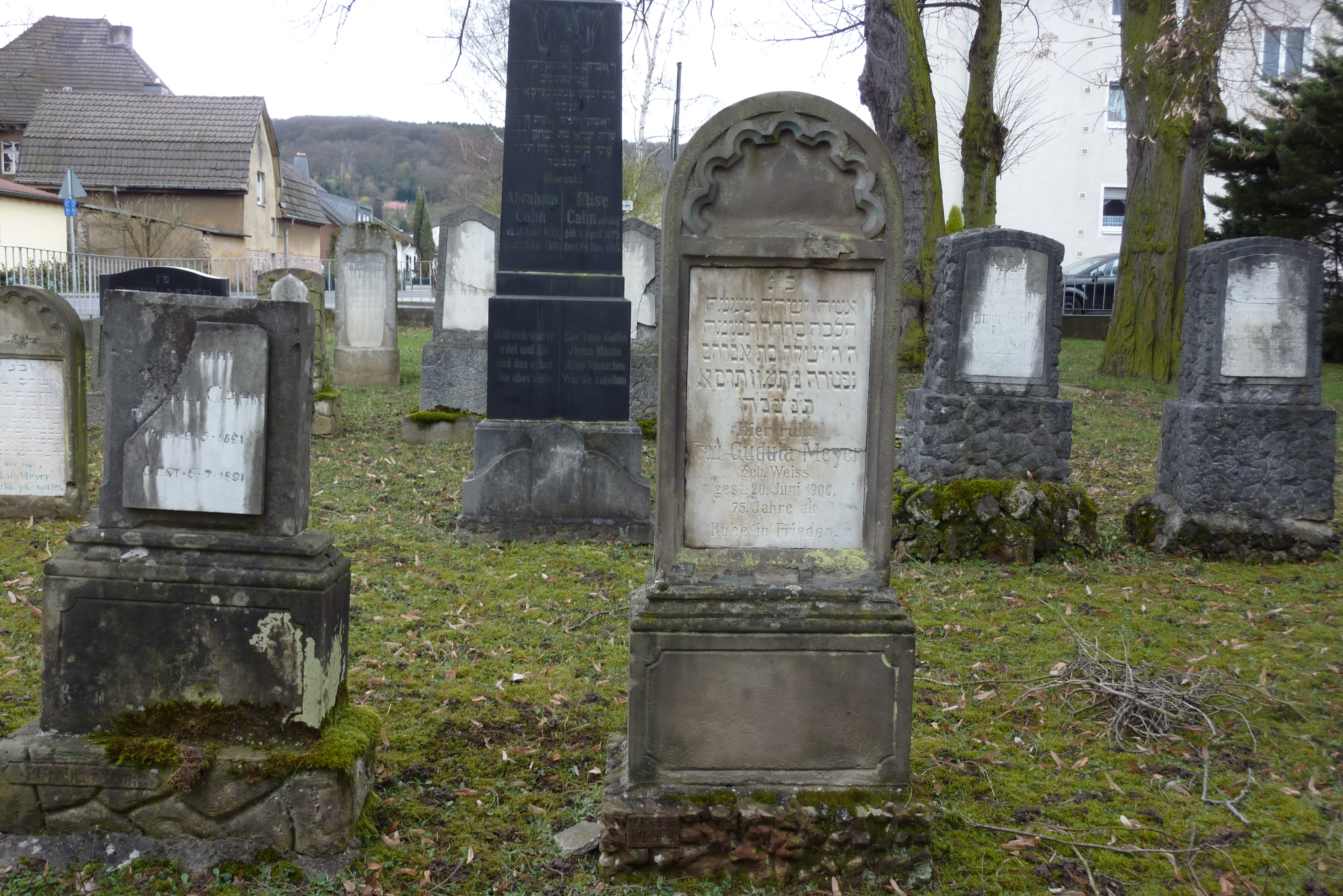
Neuer jüdischer Friedhof Remagen

Der 526 m² große jüdische Friedhof befindet sich an der Ecke Alte Straße/Schillerstraße und wurde von der jüdischen Gemeinde Remagen 1889 eingerichtet. Der älteste erhaltene Grabstein ist von 1891 und die letzte Bestattung fand 1934 statt. Insgesamt sind 24 Grabsteine erhalten, die ältesten sind in vier Reihen mit jeweils vier bis sechs Steinen aufgestellt. Der Friedhof blieb in der Zeit des Nationalsozialismus im Wesentlichen unbeschädigt.
Lage neuer Friedhof: 50° 34′ 26″ N, 7° 14′ 41″ O

## Friedhof Rolandseck
Ein dritter, heute nicht mehr als Friedhof erkennbarer Begräbnisplatz lag auf einem Grundstück Am Kasselbach hinter dem Bahnhof im Ortsteil Rolandseck. Der vermutlich aus dem 19. Jahrhundert stammende Friedhof wurde bis Anfang des 20. Jahrhunderts belegt und 1950 beim Ausbau der Eisenbahnstrecke eingeebnet.
Lage Friedhof Rolandseck: 50° 37′ 50″ N, 7° 12′ 20″ O